# Dorin Dickerson
(en) Statistiques sur pro-football-reference
Dorin R. Dickerson (né le 31 mars 1988 à Imperial) est un joueur américain de football américain. Il joue actuellement avec les Titans du Tennessee.

## Enfance
Dickerson étudie à la West Allegheny High School de sa ville natale d'Imperial où il joue à divers postes tels que wide receiver, running back, quarterback, defensive back et kick returner. Pour sa dernière année, il fait 182 courses pour 1429 yards et marque trente touchdowns. En tant que receveur, il reçoit vingt-deux passes pour 423 yards et six touchdowns. Il est nommé joueur de l'année de la division AAA de l'État de Pennsylvanie.
Le site de recrutement Rivals.com le qualifie de recrue quatre étoiles et classé cinquième meilleur joueur de Pennsylvanie en 2006.

## Carrière

### Université
En 2006, il joue huit matchs, jouant surtout au poste de wide receiver remplaçant et kick returner. Lors de la saison 2007, il change de poste, intégrant la défense, plus précisément le poste de linebacker où il entre au cours des douze matchs de la saison, faisant quinze tacles. En 2008, il débute comme tight end et joue les treize matchs de la saison (dont deux comme titulaire), il reçoit treize ballons pour 174 yards et deux touchdowns. Pour sa dernière saison universitaire, Dickerson fait quarante-cinq réceptions pour 508 yards et dix touchdowns, recevant le titre de All-American par divers organismes dont l' Associated Press.

### Professionnel
Dorin Dickerson est sélectionné au septième tour du draft de la NFL de 2010 par les Texans de Houston au 227e choix. Pour sa première saison en professionnel (rookie), il entre au cours de sept matchs mais ne réalise aucun fait de jeu.
Durant la saison 2011, il signe, une première fois avec l'équipe d'entraînement des Steelers de Pittsburgh avant d'être libéré et de signer avec l'équipe d'entraînement des Patriots de la Nouvelle-Angleterre. Il ne joue aucun match lors de cette saison. En 2012, il signe avec les Bills de Buffalo où il joue comme tight end remplaçant. 